# Susumu Watanabe
Susumu Watanabe (født 10. oktober 1973) er en tidligere japansk fodboldspiller og træner.
Han har spillet for flere forskellige klubber i sin karriere, herunder Ventforet Kofu og Vegalta Sendai.
Han har tidligere trænet Vegalta Sendai.